# Старокриушанский район
Старокриушанский район — административно-территориальная единица в составе Воронежской области РСФСР, существовавшая в 1941—1959 годах.
Административный центр — село Старая Криуша.
Район был образован 7 марта 1941 года из части территорий Петропавловского района и Калачеевского районов.
4 марта 1959 года Старокриушанский район был расформирован, большая часть его территории вошла в состав Петропавловского района, меньшая (Собацкий сельский совет) — в состав Калачеевского района.